# Asplenium stipicellatum
Asplenium stipicellatum är en svartbräkenväxtart som beskrevs av Pichi-serm. Asplenium stipicellatum ingår i släktet Asplenium och familjen Aspleniaceae. Inga underarter finns listade.